# 山内上杉家
山内上杉家（やまのうちうえすぎけ）は、室町時代に関東地方に割拠した上杉氏の諸家のひとつ。上杉氏4代当主・上杉憲顕（初代関東管領）に始まる家で、鎌倉の山内に居館を置いたことに因む。
室町幕府の初代将軍・足利尊氏の生母・上杉清子は上杉家出身
（2代当主・上杉頼重の子）であり、上杉家は室町幕府の重職・関東管領を世襲した。上杉氏は公家である藤原氏の支族であるが、武家の足利将軍家との姻戚関係を背景として、室町時代を通し関東で勢力を拡大した。15代当主・上杉憲政は北条氏康に敗北し、長尾家出身の長尾景虎（のちの上杉謙信）に上杉家の家督を譲った。景虎は関東御征西に赴き、10万の軍勢で小田原城を包囲した。その後、北条氏の息子を養子に取り、自分の名上杉景虎を与えている。豊臣政権の五大老の一人であった17代当主・上杉景勝は、関ヶ原の戦いで西軍に付き敗北し出羽国米沢に移転・減封されたが、幕末まで大名としての地位を維持し、明治時代には華族に列して伯爵を授けられた。

## 歴代当主
|                         | 主な事柄                                                                 | 主な家臣（家宰、守護代など）           |
| ----------------------- | ------------------------------------------------------------------------ | -------------------------------------- |
| 1.上杉重房              | 上杉氏の始祖。鎌倉に下向･足利氏と縁組                                    |                                        |
| 2.上杉頼重              | 室町幕府の初代将軍・足利尊氏の祖父                                       |                                        |
| 3.上杉憲房              | 足利尊氏の伯父                                                           |                                        |
| 4.上杉憲顕              | 山内上杉家の始祖。初代関東管領。足利尊氏の従兄弟。観応の擾乱、宇都宮征伐 | 長尾景忠、大石信重                     |
| 5.上杉憲方              | 康暦の政変、小山氏の乱                                                   | 長尾房景、大石信重                     |
| 6.上杉憲定              | 応永の乱                                                                 | 長尾忠政、長尾景仲、大石信重           |
| 7.上杉憲基              | 上杉禅秀の乱                                                             | 長尾忠政、長尾景仲、大石憲重           |
| 8.上杉憲実              | 永享の乱、結城合戦                                                       | 長尾忠政、長尾景仲、大石憲儀           |
| ※上杉清方               | （上条家当主であったが、憲実に後継者指名される）                         | 長尾忠政、長尾景仲、大石憲儀           |
| 9.上杉憲忠              | 享徳の乱                                                                 | 長尾実景、長尾景仲、大石房重           |
| 10.上杉房顕             | 五十子の戦い                                                             | 長尾景仲、長尾景信、大石房重           |
| 11.上杉顕定             | 長尾景春の乱、長享の乱、永正の乱                                         | 長尾忠景、長尾景人、大石顕重、岩松明純 |
| 12.上杉顕実             | 永正の乱                                                                 | 長尾顕方、成田顕泰                     |
| 13.上杉憲房             | 永正の乱、小弓公方の成立                                                 | 長尾景長、長野憲業、大石定重、横瀬景繁 |
| 14.上杉憲寛             | 小弓公方支援                                                             |                                        |
| 15.上杉憲政             | 河越城の戦い、御館の乱                                                   | 長尾当長、長野業正、大石定久、由良成繁 |
| 16.上杉輝虎（後の謙信） | 没後、上杉景勝が上杉家の家督を継ぎ、米沢藩の初代藩主となる。             |                                        |

- 庶流に苫米地氏（15代当主・上杉憲政の四男・憲武が祖）、倉本氏、古幡氏、天津氏、河井氏、葛見氏、長合氏など。

## 歴史
正平18年/貞治2年（1363年）に足利尊氏の次男基氏が鎌倉に下向して鎌倉公方（関東公方）となると、憲顕は関東公方の執事（後の関東管領）となり、公方を補佐して関東の政務を取り仕切った。憲顕は観応の擾乱の際に足利直義方についたために上野・越後守護の地位を奪われて一時没落するが、尊氏の死後に基氏の懇願で関東管領に復帰、その口添えで罪を許されて上野・越後守護の地位を回復した。また、越後国の国衙領の半分及び上田荘・五十公郷などの所領を有しており、関東の所領は鎌倉公方、越後の所領は室町幕府の指揮下に置かれ、結果的に2人の主君を持つ事になった。
応永23年（1416年）の上杉禅秀の乱の後、憲顕の兄弟から出た宅間上杉家、犬懸上杉家が相次いで衰亡すると、山内上杉家は上杉氏の宗家となり、関東管領の職をほとんど独占し、上野を本拠に武蔵、伊豆に勢力を張った。また同時代に一族の上杉憲定の子上杉義憲が、常陸国の佐竹氏の当主佐竹義盛の婿養子となり、佐竹義人（義仁）と名乗って佐竹氏の中興の祖となった。その際に養父の義盛の一族の佐竹与義が反乱を起こし、山内上杉家も佐竹氏の内乱に介入していたが、佐竹義人が関東公方足利持氏の傘下に入ると、義人の従兄の上杉憲実は足利義教の傘下に入り、義人と対決した。
しかし、永享10年（1438年）永享の乱を境に鎌倉公方家との対立が決定的となり、その後の享徳の乱では事実上の敗北を喫してしまう。さらには、文明7年（1475年）に始まった長尾景春の乱を契機に、憲顕の叔父重顕から出た扇谷上杉家が家宰太田道灌の補佐のもと勢力を拡大し、山内家と並ぶ勢力となった。以来、山内と扇谷の両家は関東管領の座をめぐって数十年にわたり抗争を続けた（長享の乱）。しかも、享徳の乱の最中に山内上杉家が断絶して越後守護家から顕定を養子に迎えることになったことで実父である越後守護家の上杉房定の発言力が高まり、享徳の乱の和睦交渉を主導したのも房定であった。このため、京都では「上杉は越後が平宗（本宗）、京都は惣領、関東は庶子」と言われた。つまり、越後上杉家が宗家、京都上杉家（旧犬懸上杉家）が惣領（嫡流）、関東管領家（山内上杉家）は庶流とみなされていたのである。
山内上杉家はこの戦いに勝利し関東管領の地位を守ったが、続いて越後守護代・長尾為景の反乱と11代当主・上杉顕定の戦死による家督争い（永正の乱）が発生、この頃には、伊豆に興り相模を平定した新興の後北条氏の圧迫を受けるようになった。
関東管領上杉憲政は後北条氏に対抗するために扇谷家と和睦を結んだが、天文15年（1546年）の河越夜戦で大敗して勢力を急速に喪失し、天文21年（1552年）に上野を逃れて越後の長尾景虎（後の上杉謙信）を頼った。
永禄4年（1561年）3月、憲政は景虎を嗣子として家督と関東管領職を譲り、大名上杉氏の家名は長尾氏により存続することとなる。なお、この際に憲政は景虎に上杉氏の系図・重宝も譲ったが、後北条氏に憲政が上野を追われた際に失われたものも多く、系図は「上杉系図」・「上杉系図大概」の2種しか継承されず、“養子”である謙信は越後守護家の系図「御当方御系図（天文上杉・長尾系図）」を合わせても3種類の上杉氏系図しか保持していなかった。そのため、謙信の後継である米沢藩では、江戸幕府の儒官である林道春に上杉氏の系図作成を依頼するなどの系図の蒐集・編纂に努めることになった。
その後、憲政は天正7年（1579年）の御館の乱の際に和睦交渉へ向かう途上で、上杉景勝方の兵士により討たれた。ただし、憲政の孫・曾孫たちの存在が江戸時代に確認される。

## 家臣
上野衆
- 長尾氏
  - 長尾忠景
  - 長尾当長
- 横瀬氏（由良氏）
  - 横瀬国繁
  - 横瀬景繁
- 那波氏
  - 那波宗俊
- 倉賀野氏
  - 倉賀野行政
  - 倉賀野尚行
- 後閑氏（新田氏）
  - 新田景純
- 白倉氏
  - 白倉重佐
- 和田氏
- 安中氏
  - 安中顕繁
  - 安中長繁
- 長野氏
  - 長野賢忠
  - 長野業正
- 小幡氏
  - 小幡顕高
  - 小幡憲重
- 沼田氏
  - 沼田顕泰
- 高山氏
  - 高山頼重
- 金井氏
  - 金井秀景
- 安保氏
  - 安保全隆

武蔵衆
- 大石氏
  - 大石元興
  - 大石定久
- 藤田氏
  - 藤田康邦
- 成田氏
  - 成田顕泰
  - 成田親泰
- 三田氏
  - 三田氏宗

## 主要拠点
近年の文献史学における研究では、板鼻（現在の群馬県安中市）に上野国の守護所があり、山内上杉家の本拠地も享徳の乱をきっかけに鎌倉の山之内（または佐助ヶ谷）から板鼻に移り、軍事的必要に応じて五十子陣や下記の諸城に一時的な拠点を置いたと推定されているが、板鼻における上杉氏関連の遺構は未確認であり今後の調査が必要とされている。
- 菅谷城
- 鉢形城
- 平井城